# 弗里库尔
弗里库尔（法語：Fricourt，法語發音：[fʁikuʁ]）是法国上法蘭西大區索姆省的一个市镇，属于佩罗讷区。

## 地理
弗里库尔（49°59'53"N, 2°42'54"E）面积11.3 平方千米，位于法国上法蘭西大區索姆省，该省份为法国北部沿海省份，北起加来海峡省和北部省，西接滨海塞纳省和大西洋英吉利海峡，南至瓦兹省，东临埃纳省。
与弗里库尔接壤的市镇（或旧市镇、城区）包括：贝科尔代勒-贝库尔、索姆河畔布赖、孔塔尔迈松、梅欧尔特、奥维莱尔-拉布瓦塞勒、卡尔努瓦-马梅。

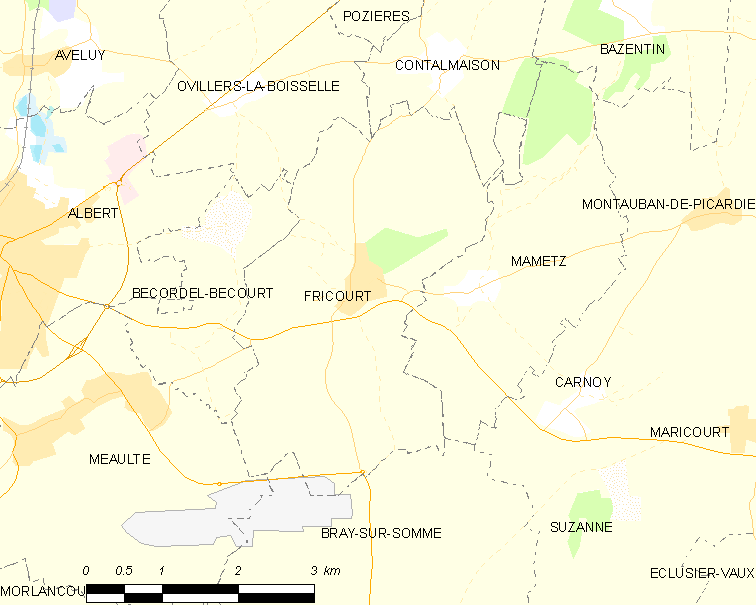
弗里库尔的OSM定位图

弗里库尔的时区为UTC+01:00、UTC+02:00（夏令时）。

## 行政
弗里库尔的邮政编码为80300，INSEE市镇编码为80366。

## 政治
弗里库尔所属的省级选区为阿尔贝县。

## 人口

1962-2008年间弗里库尔人口变化图示

弗里库尔于2022年1月1日时的人口数量为469人。